# دنی میلوشویچ
دنی میلوشویچ (انگلیسی: Deni Milošević؛ زادهٔ ۹ مارس ۱۹۹۵) بازیکن فوتبال اهل بلژیک است.
از باشگاه‌هایی که در آن بازی کرده‌است می‌توان به باشگاه فوتبال استاندارد لیژ و باشگاه ورزشی بووران اشاره کرد.
وی همچنین در تیم‌های ملی فوتبال زیر ۱۶ سال بلژیک، زیر ۱۷ سال بلژیک، زیر ۱۸ سال بلژیک، زیر ۲۱ سال بوسنی و هرزگوین، و بزرگسالان بوسنی و هرزگوین بازی کرده‌است.